# سد حسن ابدال
سد حسن ابدال یکی از سدهای در حال بهره‌برداری استان زنجان است.